# Presa de Cerbi
La presa de Cerbi és un assut de captació d'aigües ubicat al riu d'Unarre a una altitud de 1.441 metres, la funció de la qual és abastir d'aigua la Central Hidroelèctrica d'Unarre, la sala de turbines de la qual és a l'edifici de la Central d'Esterri d'Àneu. La presa està situada al costat de les Bordes d'Aurós i pertany al terme municipal de la Guingueta d'Àneu al Pallars Sobirà, dins del territori de l'antic poble de Unarre. La població més propera és el poble de Cerbi.

## La presa
La presa de Cerbi fou construïda durant els anys 1955 i 1958 per l'empresa Hidroelèctrica de Catalunya. Actualment (febrer de 2020) la concessió d'aprofitament hidroelèctric és a nom d'Endesa, societat que absorbí Hidroelèctrica de Catalunya. La capacitat d'embassament és de 0,001 hectòmetres cúbics; la presa està formada per un mur transversal al riu que té 22 metres de longitud i una alçada sobre cimentació de 7 metres.
La funció de la presa és alimentar el canal soterrat que du l'aigua fins a la cambra de càrrega del Salt d'Unarre per ser turbinada a la Central d'Esterri d'Àneu. Això s'assoleix mitjançant un procés en el que l'aigua passa a través d'unes reixes que impedeixen l'entrada d'elements flotants, per seguidament conduir-la a un depòsit regulador on les graves i sorres en suspensió precipiten. A partir d'aquest dipòsit l'aigua cau per decantació a l'inici del canal de derivació soterrat.

## El canal d'Unarre
La canalització de derivació rep el nom de canal d'Unarre. Quan aquesta ja ha passat el poble de Cerbi, rep aigua del torrent d'Escorriols mitjançant una resclosa. La longitud total del canal és de 3.780 metres fins a la cambra de càrrega de la central hidroelèctrica d'Unarre. La canalització està soterrada tot el seu recorregut, excepte el punt on ha de travessar el torrent del Carant de l'Aigua, on es construí un aqueducte. Sobre la canalització soterrada hi ha una pista forestal de servei. Al final del seu recorregut, a una alçada de 1.434,9 metres, el canal travessa el Serrat d'Escobedo, dintre del qual hi ha un immens dipòsit regulador.
Per construir la canalització s'emprà la mateixa tècnica que feu servir prèviament a Central hidroelèctrica d'Espot: tubs de formigó de forma circular de 2 metres de longitud i 1,5 metres de diàmetre interior, fabricats just al costat del canal; en aquest cas, la ubicació de la "fabrica de tubs" estava situada en un planell entre el poble de Cerbi i la resclosa del torrent d'Escorriols.